# 私人攝影活動
私人攝影活動，簡稱私影或私拍，是沙龍攝影愛好者（俗稱龍友）其中一種活動，由攝影愛好者與拍攝對象（模特兒或角色扮演者）雙方自行聯絡討論，決定及約定拍攝方向及細節，有別於龍友於公開活動中進行拍攝。

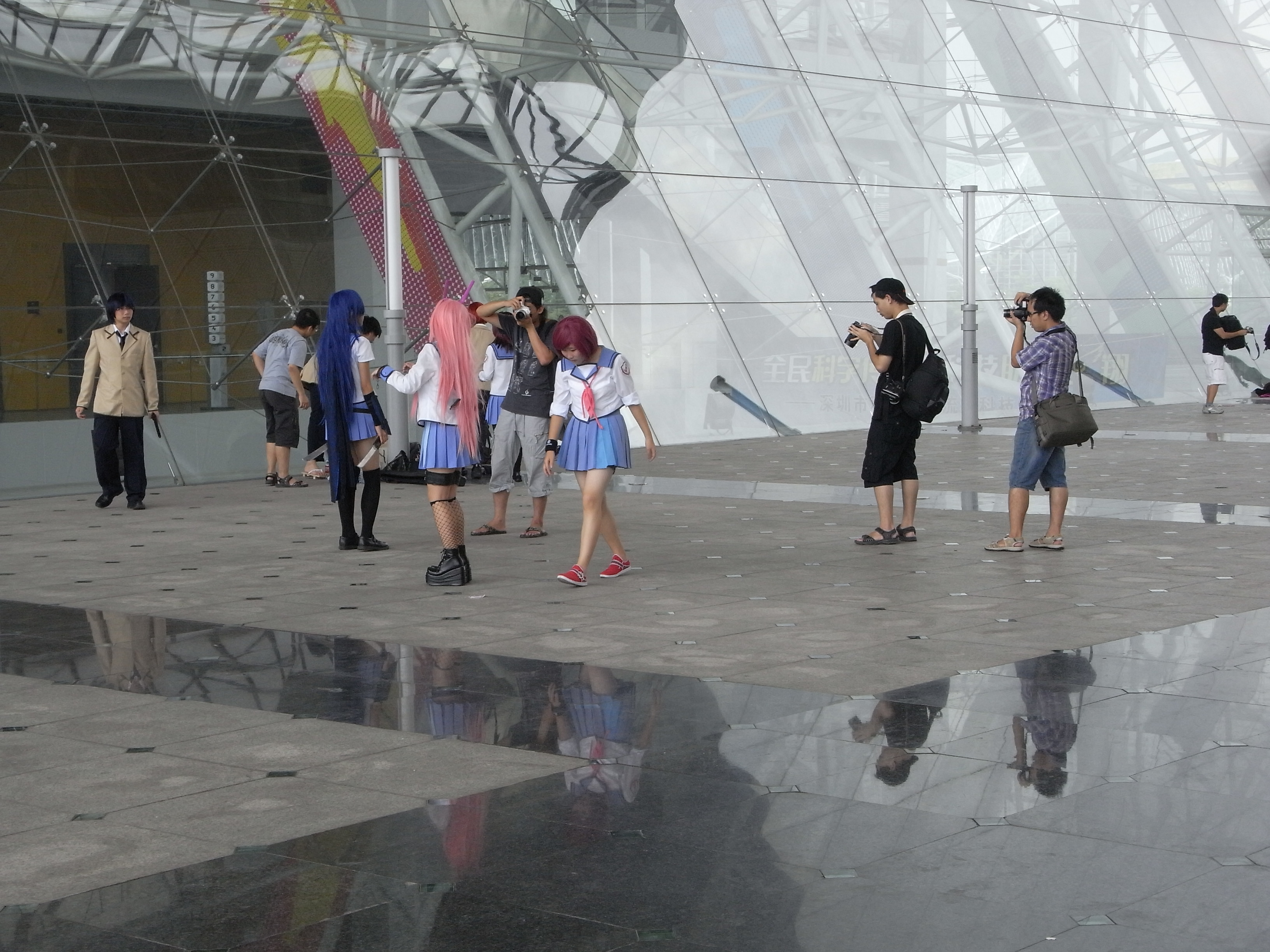
深圳私人攝影活動

## 存在問題
與專業水平需要經過一定程度考核的業餘無線電不同，私人攝影沙龍由於缺乏專業認證，人員較爲魚龍混雜，從職業攝影工作者到社會閒暇人士都有參與者，由此衍生的人身安全、個人隱私乃至法律、社會風化問題也層出不窮。
部份犯罪分子會假扮龍友，並以「私影」為名，誘騙少女拍攝裸照。
2014年12月香港發生砵蘭街垃圾站藏屍案，死者便在進行「私影」活動期間被人殺害。
除此以外一些地區還存在着以私影活動爲名，實際上還進行包括含不安全性行為的性愛派對、約炮甚至是援交乃至有償性服務等色情活動的，當中不少在所在地還是觸犯當地法律的行爲，一些案例還涉及到未成年人（如2018年4月中國大陸網路上發酵的「小鳥醬事件」）；還一些利用私影活動拍攝並製作色情寫真集盈利的個人或團體的存在，其中不乏有被拍攝者遭人身威脅的案例。